# テンジン (小惑星)
テンジン (6481 Tenzing) は小惑星帯の小惑星である。チェコのクレチ天文台 (Hvězdárna Kleť) のアントニーン・ムルコスが発見した。
エドモンド・ヒラリーとともに1953年5月29日にエベレストの人類初登頂を達成したネパール人のシェルパ、テンジン・ノルゲイに因んで命名された。